# 科斯特 (明尼蘇達州)
科斯特（英語：Kost）是位於美國明尼蘇達州奇薩戈縣的一個非建制地區。

## 歷史
科斯特的郵政局於1884年設立，其後於1903年停運。此地得名自當地麵粉廠創辦人斐迪南·A·科斯特（Ferdinand A. Kost）。

## 地理
科斯特所處的海拔為高於海平面266米（即873英呎），而該地所採用的時區為UTC-6，即北美中部時區（CST）。同時該地設有夏令時間，為UTC-6調快一小時，即UTC-5（CDT）。